# Asedio de Amberes (1914)
El asedio de Amberes fue un episodio militar del Frente Occidental de la Primera Guerra Mundial, durante la ofensiva alemana en Bélgica en las primeras fases del conflicto, en la cual el Imperio alemán, junto a algunas unidades del Imperio austrohúngaro, atacó al Ejército belga, que contó con el apoyo de algunas unidades del Imperio británico.

## Desarrollo
El escenario del conflicto fue la ciudad de Amberes cuyo centro urbano e instalaciones portuarias fueron defendidas por tres líneas de defensa compuestas por fuertes. Al principio, los belgas lanzaron tres ataques de infantería desde el 28 de agosto para mantener al ejército alemán lo más alejado posible de la ciudad y el puerto. Mediante una importante artillería, que inició el 28 de septiembre, los alemanes cruzaron las líneas defensivas y tomaron la ciudad el 10 de octubre de 1914.

### El ataque alemán
El 1 de octubre los alemanes iniciaron su ataque contra las fortificaciones belgas que defendían la ciudad. Para el día 3 de octubre varios de los fuertes belgas habían sido bombardeados por artillería pesada hasta su destrucción o habían sido tomados por asalto. Al verse sobrepasados por los alemanes, los aliados comenzaron a retirarse de su línea defensiva. Los alemanes no los persiguieron y dejaron que se retiren a la ciudad.

### La retirada de Amberes
Debido a diversos informes erróneos que hablaban de la capitulación de los fuertes 1-2 y 4, el mando aliado tomó la decisión de retirar a las tropas de Amberes y moverlas a diferentes ciudades más retiradas. De esta forma, la ciudad quedó defendida solo por su guarnición, consistente de alrededor de 63, 000 hombres.

### Capitulación
El 9 de octubre las tropas alemanas llegaron a Ambares, donde un grupo de representantes pidió el cese al fuego y, posteriormente, firmaron la capitulación de la ciudad. De la guarnición de alrededor de 60, 000 hombres, alrededor de 30, 000 huyeron de Bélgica y se fueron a los Países Bajos, buscando refugio, y se quedaron ahí hasta el fin de la guerra. El resto fue tomado prisionero por el ejército alemán.

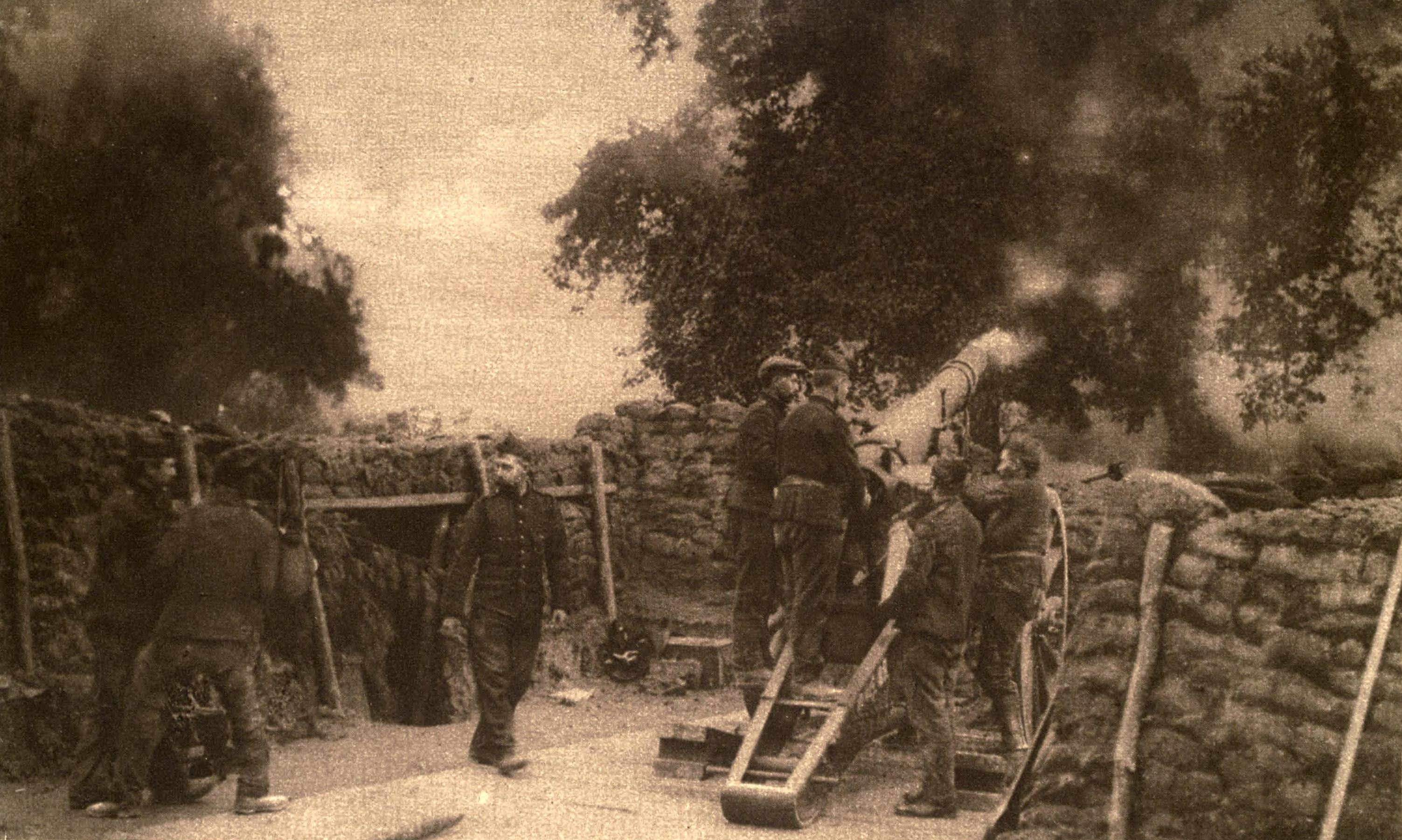
Posición de la artillería Belga.